# Calvin C. Stoll
Calvin Carl Stoll (Contea di Cass, 12 dicembre 1923 – Minneapolis, 25 agosto 2000) è stato un giocatore di football americano e allenatore di football americano statunitense, noto nell'ambiente di lavoro come Cal Stoll.

## Biografia
Nato nel Dakota del Nord, venne chiamato alle armi il 3 giugno 1941, combatté nella Seconda Guerra Mondiale e rimase in servizio nella Marina delle Forze armate degli Stati Uniti d'America fino al 9 gennaio 1947.
Dismessa l'uniforme militare, frequentò l'Università del Minnesota e nel 1949 giocò nella squadra di football americano dei Golden Gophers, nel ruolo offensivo di tight end.
Successivamente, iniziò la carriera di allenatore a livello universitario negli Stati Uniti d'America, e negli anni ottanta fu capo-allenatore in Italia. Morì il 25 agosto 2000 a Minneapolis.

## Carriera da allenatore
Dopo una lunga gavetta come specialista della linea ed assistente, nel 1969 divenne capo-allenatore dei Demon Deacons, la squadra di football americano della Wake Forest University, che nel 1970 si classificarono al primo posto nella Atlantic Coast Conference con un record di 5–1 nei confronti disputati con le altre squadre del raggruppamento.
Nello stesso anno, Stoll venne eletto “allenatore dell'anno” (Coach of the Year) del raggruppamento.
Nel 1972 passò ad allenare i Minnesota Golden Gophers football nella Big Ten Conference, squadra nella quale aveva militato come giocatore.
Nel 1977 condusse i Golden Gophers alla contesa del trofeo Hall of Fame Classic (dal 1986 al 1990 All-American Bowl) disputato contro i Maryland Terrapins, il primo bowl disputato dalla squadra del Minnesota dal 1962 (perso per 7–17).
Nel 1986, Stoll si trasferì in Italia, per guidare i Warriors Bologna nella Serie A AIFA, conducendoli al titolo italiano nel Superbowl VI disputato allo Stadio Dall'Ara di Bologna, davanti a 26.000 spettatori.
Stoll non poté continuare l'esperienza alla guida della squadra nell'anno successivo, a causa di gravi problemi di salute, che nel 1987 lo costrinsero a subire un trapianto di cuore.
È stato ricordato dai veterani della squadra bolognese, in occasione della celebrazione del trentesimo anniversario del Superbowl vinto nel 1986.

## Statistiche da allenatore

### Prima Divisione NCAA
| stagione | squadra                   | complessivo | complessivo | conference | conference | posizione | risultato              |
|          |                           | Vin         | Per         | Vin        | Per        |           |                        |
| -------- | ------------------------- | ----------- | ----------- | ---------- | ---------- | --------- | ---------------------- |
| 1969     | Wake Forest Demon Deacons | 3           | 7           | 2          | 5          | 7º        |                        |
| 1970     | Wake Forest Demon Deacons | 6           | 5           | 5          | 1          | 1º        | Campione di conference |
| 1971     | Wake Forest Demon Deacons | 6           | 5           | 2          | 4          | T–5º      |                        |
|          | Wake Forest               | 15          | 17          | 9          | 10         |           |                        |
| 1972     | Minnesota Golden Gophers  | 4           | 7           | 4          | 4          | 5º        |                        |
| 1973     | Minnesota Golden Gophers  | 7           | 4           | 6          | 2          | 3º        |                        |
| 1974     | Minnesota Golden Gophers  | 4           | 7           | 2          | 6          | T–7º      |                        |
| 1975     | Minnesota Golden Gophers  | 6           | 5           | 3          | 5          | T–7º      |                        |
| 1976     | Minnesota Golden Gophers  | 6           | 5           | 4          | 4          | T–3º      |                        |
| 1977     | Minnesota Golden Gophers  | 7           | 5           | 4          | 4          | 5º        | Hall of Fame Classic   |
| 1978     | Minnesota Golden Gophers  | 5           | 6           | 4          | 4          | 5º        |                        |
|          | Minnesota                 | 39          | 39          | 27         | 29         |           |                        |
|          | Totale                    | 54          | 56          |            |            |           |                        |

Statistiche tratte da Sports Reference – CFB.

### Serie A AIFA
| stagione | regular season | regular season | regular season | regular season | regular season | regular season | playoff | playoff | playoff | playoff | playoff | playoff           | playoff       |
|          | Vin            | Par            | Per            | Tot            | PF             | PS             | Vin     | Per     | Tot     | PF      | PS      | risultato         | avversaria    |
| -------- | -------------- | -------------- | -------------- | -------------- | -------------- | -------------- | ------- | ------- | ------- | ------- | ------- | ----------------- | ------------- |
| 1986     | 8              | 1              | 1              | 10             | 351            | 26             | 4       | 0       | 4       | 157     | 34      | Campione d'Italia | Angels Pesaro |
| Totale   | 8              | 1              | 1              | 10             | 351            | 26             | 4       | 0       | 4       | 157     | 34      |                   |               |

Statistiche tratte da Enciclopedia del football – A cura di Massimo Mezzetti.